# Mainie Jellettová
Mary Harriet „Mainie“ Jellettová (29. dubna 1897 Dublin – 16. února 1944 tamtéž) byla irská malířka, která byla spolu s Evie Honeovou propagátorkou moderního umění v Irsku.

## Život
Jejím otcem byl právník a unionistický politik William Jellett. Měla tři mladší sestry. Od dětství se věnovala hudbě a výtvarnému umění, učila ji Elizabeth Yeatsová, později její tvorbu ovlivnili William Orpen a impresionista Walter Sickert. Studovala umělecké školy v Dublinu a Londýně, od roku 1921 pobývala v Paříži, kde ji Albert Gleizes a André Lhote přivedli k modernímu stylu malby. V roce 1923 vyvolala na výstavě v Dublinu pohoršení konzervativních kruhů svými abstraktními obrazy.

## Dílo
V tvorbě Mainie Jelletové se odráží vliv kubismu i keltské výtvarná tradice, významnou roli u ní hraje náboženská symbolika. V roce 1928 se zúčastnila olympijské umělecké soutěže, vystavovala na pařížském Salonu nezávislých a v roce 1932 byla oceněna na soutěži Aonach Tailteann. Věnovala se kresbě, oleji i akvarelu, navrhovala scénu pro dublinské divadlo Gate Theatre. Vyučovala na Royal Hibernian Academy, napsala programový spis Definition of my Art a stála u zrodu avantgardní výstavy Irish Exhibition of Living Art. Zemřela ve věku 46 let na rakovinu slinivky břišní a byla pohřbena na St. Fintan's Cemetery v Dublinu.

## Galerie

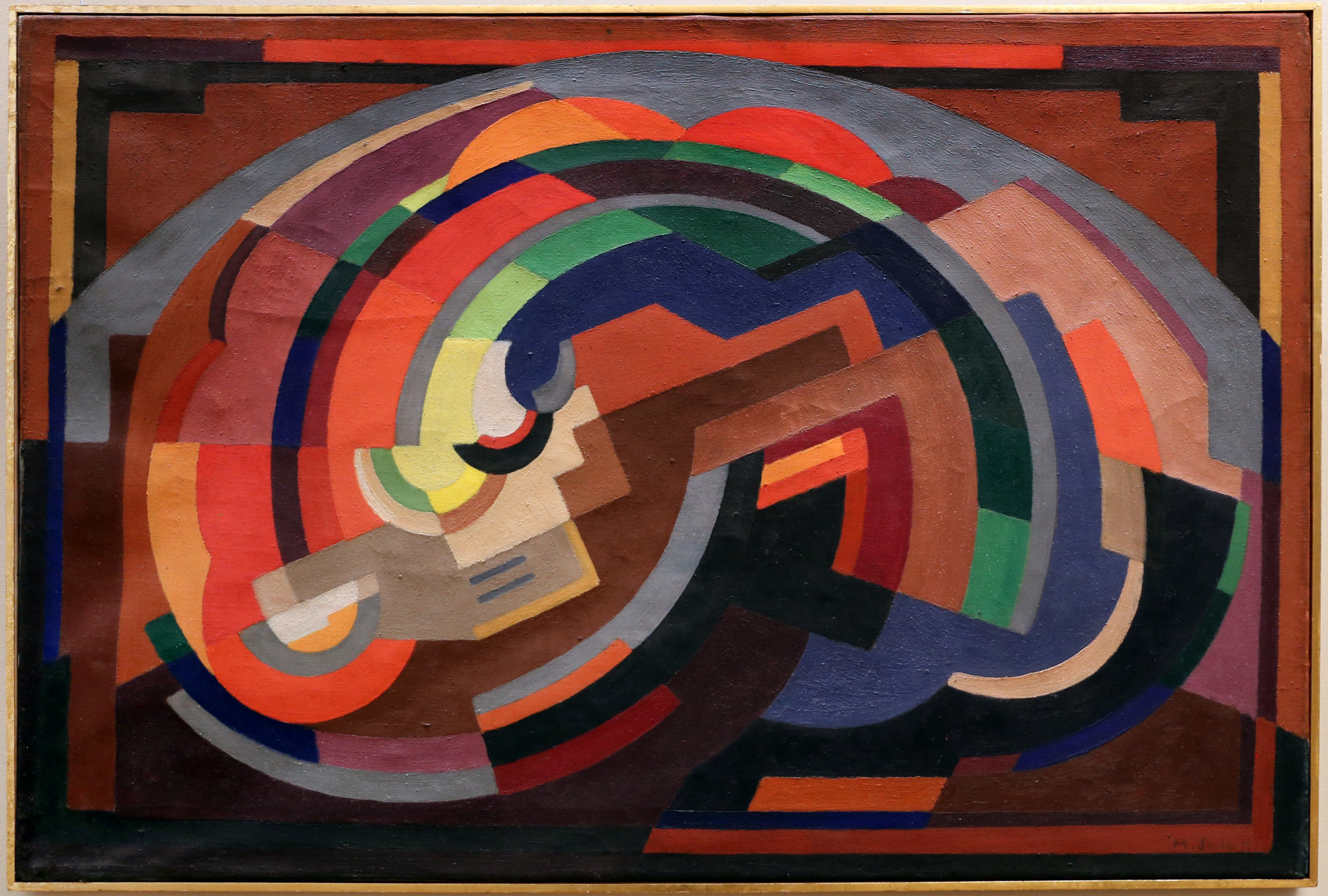
Kompozice
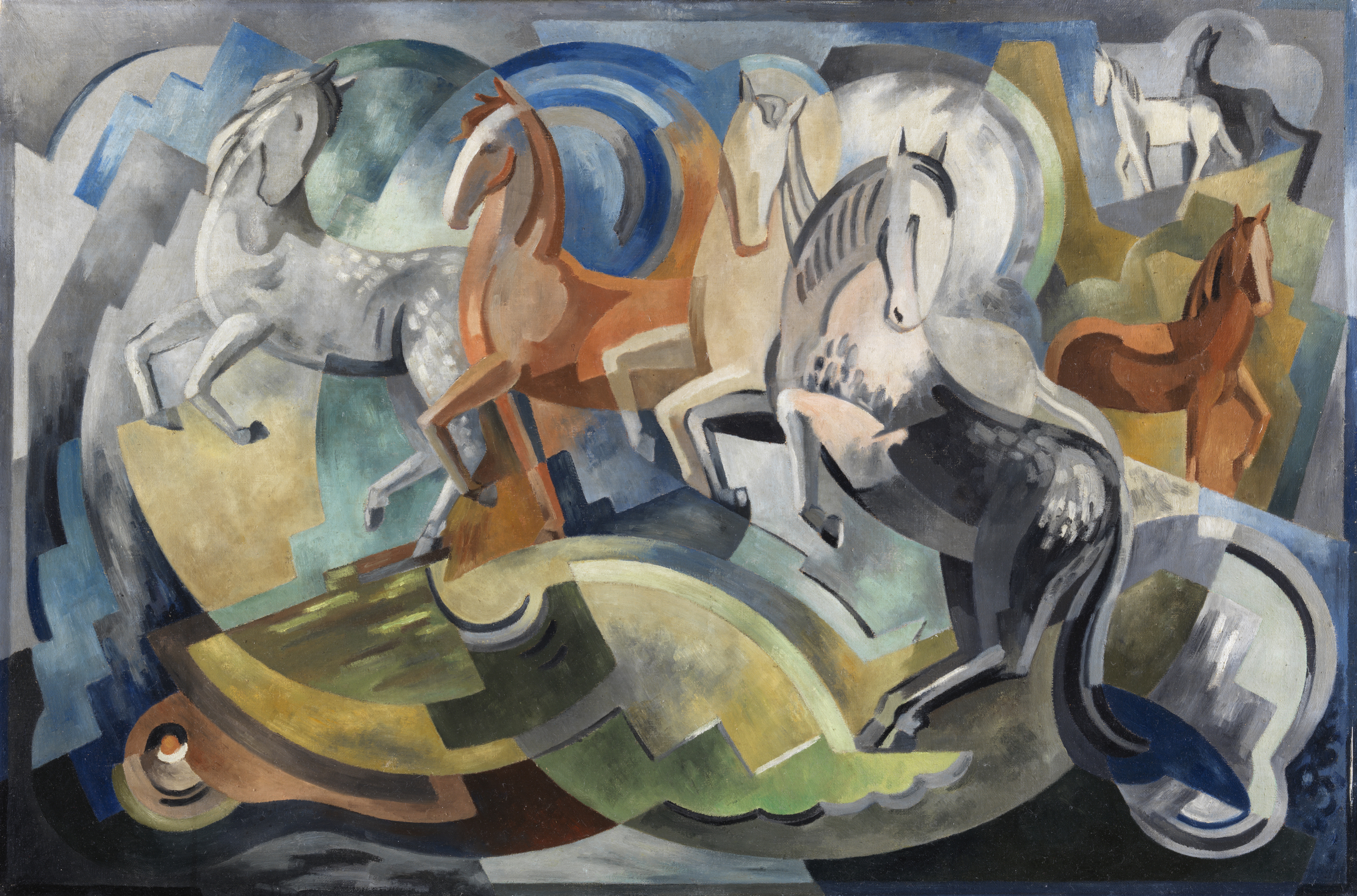
Koně
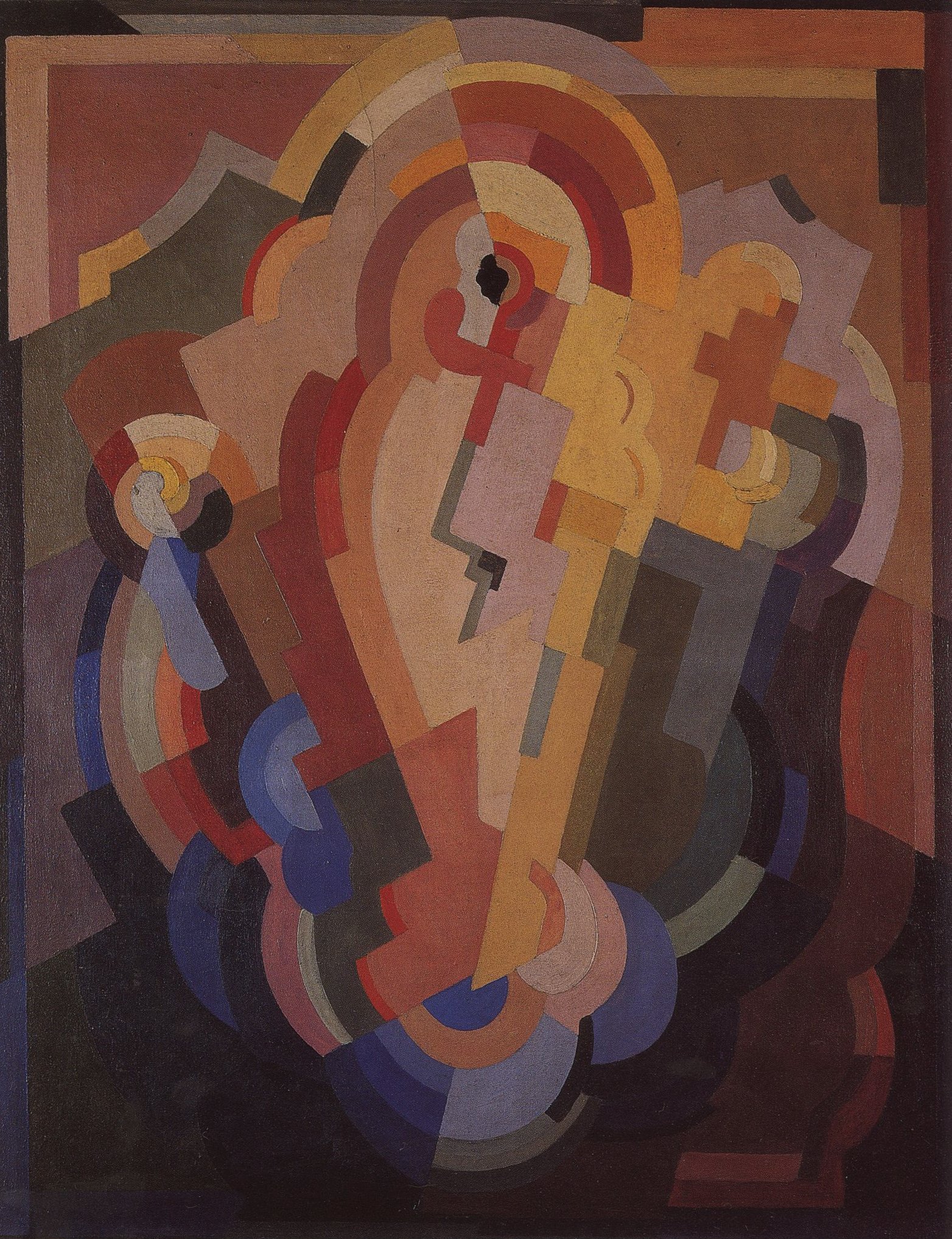
Abstrakce